# 普农斯罗县 (班迭棉吉省)
普农斯罗县，一译普农宿县，是柬埔寨班迭棉吉省下辖的一个县。
据2008年人口普查，此县共有46,395人。